# Wittine

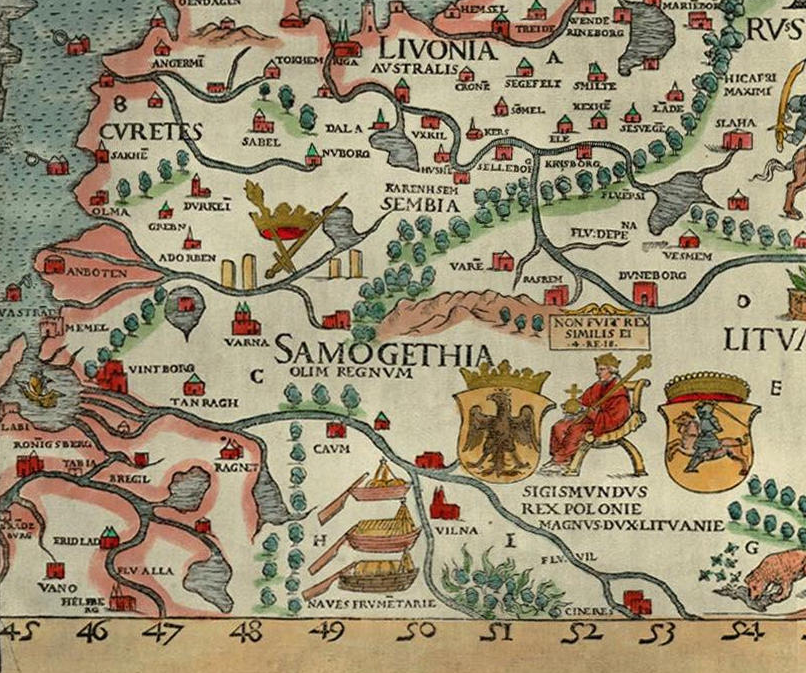
Ein Teil von Carta Marina, wo die Wittinen (naves frumentarie), dargestellt sind.

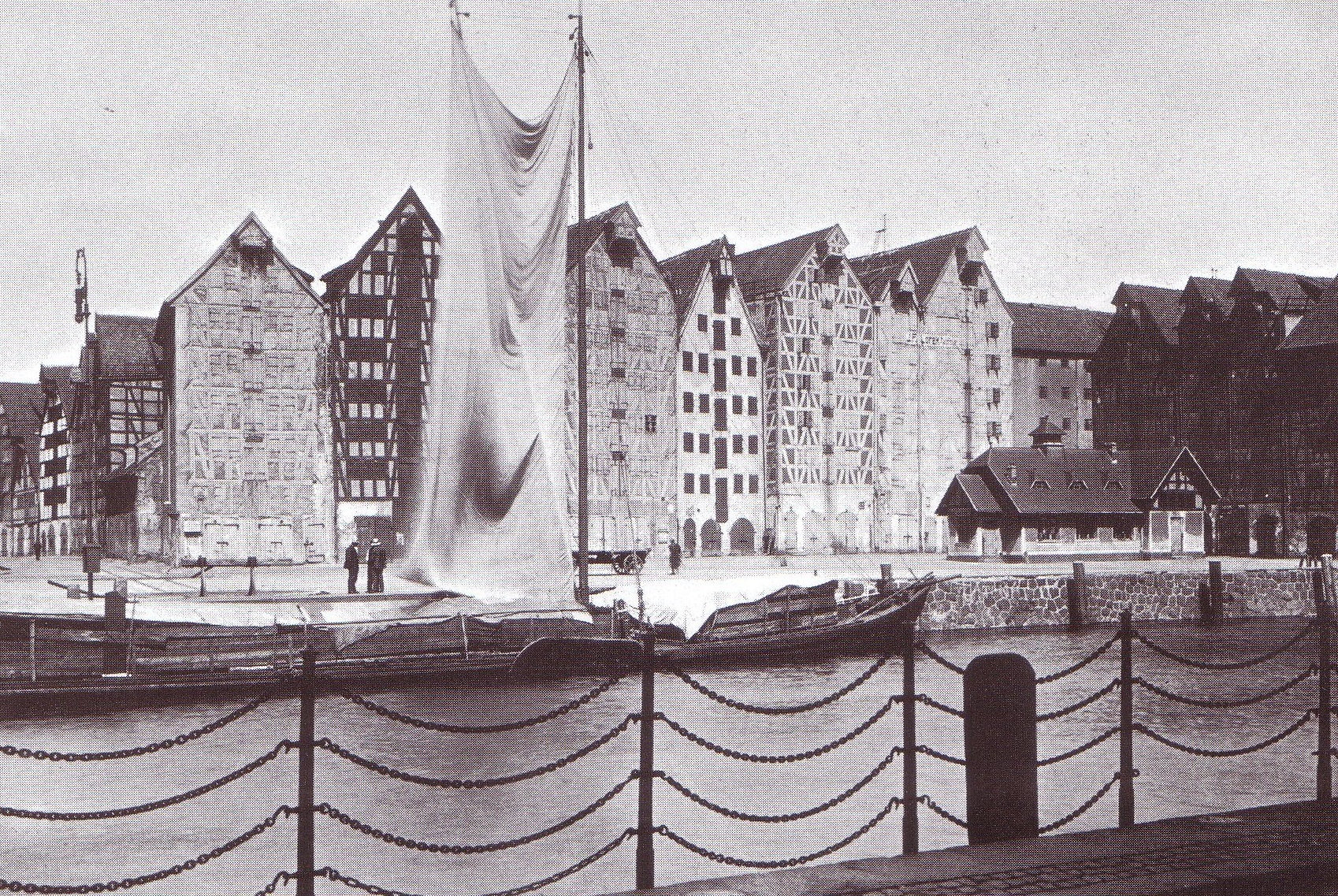
Wittine vor der Lastadie in Königsberg

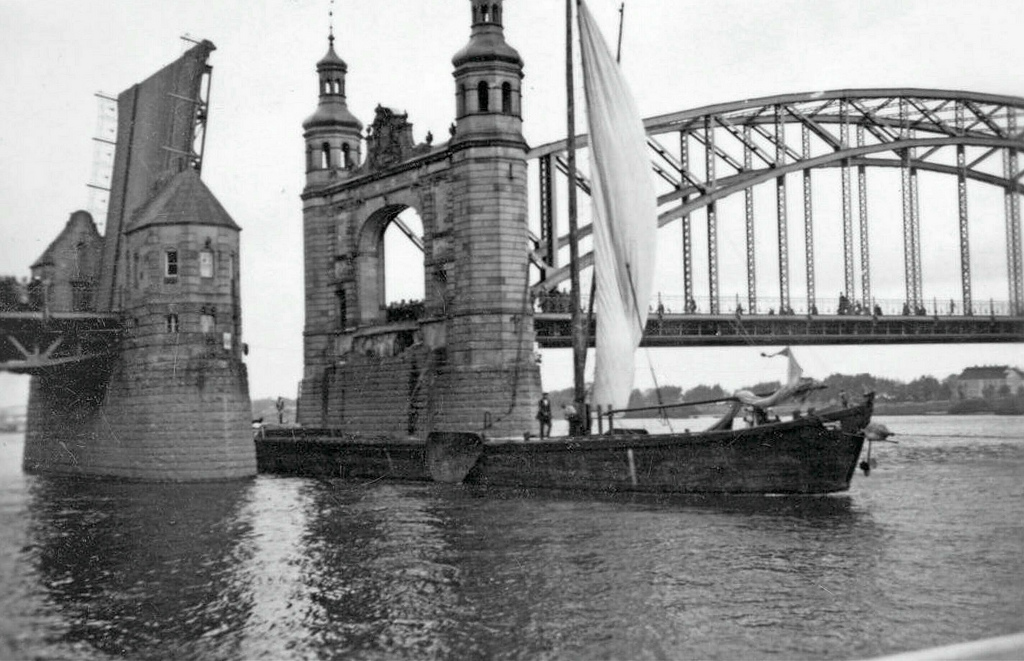
Wittine bei der Passage der Königin-Luise-Brücke

Wittinen (von litauisch: vytinė; ursprünglich ein aus Weiden geflochtener Kahn) waren Segelkähne für die Binnenschifffahrt in Litauen.

## Bauweise und Verwendung
Die Boote waren roh aus dünnem Fichtenholz gezimmert, 20 bis 65 Meter lang, fünf bis sieben Meter breit, 1,5 bis 1,8 Meter seitenhoch und hatten nicht mehr als 1,2 Meter Tiefgang. Beplankt waren sie in Klinker- und Kraweelbauweise. Sie hatten einen Mast mit einem rechteckigen Segel, kein Verdeck, nur mit Bastseilen verbundene Bretter als Deck. Die an Bug und Heck hohen Bords liefen spitzwinklig zu. Auf kleineren Flüssen konnten die Kähne getreidelt werden.
Vom 16. Jahrhundert bis in die erste Hälfte des 19. Jahrhunderts waren sie vor allem auf der Memel und dem Kurischen Haff gebräuchlich. Sie dienten Memels Handel mit Großfürstentum Litauen und Königsberg i. Pr. und waren ursprünglich nur zu einer einmaligen Fahrt bestimmt. Nach ihrem eigentlichen Einsatz wurden die Schiffe entweder zur Holzgewinnung abgebrochen oder noch für kurze Dauer im lokalen Verkehr zur Beförderung von Baustoffen und ähnlichem benutzt. Um die Wende zum 19. Jahrhundert waren so viele Wittinen auf dem Pregel, dass man über die Kähne von einem Ufer zum anderen gelangen konnte, 1612 gingen auf dem Kurischen Haff 40 Wittinen unter. Im frühen 20. Jahrhundert kamen nur noch wenige Schiffe dieser Art zum Einsatz.